# Agadah
Agadah è un film d'avventura italiano del 2017 diretto da Alberto Rondalli e liberamente ispirato a Manoscritto trovato a Saragozza, scritto da Jan Potocki, che compare come narratore.

## Trama
Il film è ambientato nel Regno di Napoli. Il conte Potocki, nella sua elegante dimora, sta scrivendo un romanzo che vede protagonista Alfonso di van Worden, giovane ufficiale borbonico, che si deve recare a Napoli dal re Carlo di Borbone, il quale si è appena insediato dopo la vittoria degli Spagnoli nella battaglia di Bitonto del 1734. Alfonso deve raggiungere al più presto il suo reggimento e decide di attraversare un territorio, l'altopiano delle Murge, che secondo il suo servitore Lopez è infestato da spettri e demoni. Il viaggio durerà simbolicamente 10 giorni, come le sephirot della Cabala (a differenza del libro dove i giorni sono 66), e sarà ricco di incontri con strani personaggi sempre sospeso tra realtà e magia, che lo aiuteranno a compiere la sua iniziazione in una organizzazione segreta, metafora neanche tanto velata della massoneria, alla quale del resto apparteneva lo stesso Potocki.
La trama del film si mantiene abbastanza fedele al libro anche per la struttura a scatole cinesi, nella quale il racconto principale risulta inframezzato da altre storie narrate da altri personaggi, all'interno delle quali sono presenti a loro volta altri racconti, comunque intrecciati a formare alla fine un'unica trama. Le principali situazioni archetipiche riprese dal libro sono l'incontro a sfondo erotico con le due giovani dame maomettane, in realtà due demoni che inducono il protagonista a ripudiare la fede cristiana, lo schema costante del risveglio sotto la forca degli impiccati, il rifugio dall'eremita, che tuttavia si scoprirà essere il capo della stirpe iniziatica in cui Alfonso verrà infine introdotto, la prova della tortura ad opera dell'inquisitore, il matrimonio degli scheletri morti, l'approdo al castello del cabalista e di sua sorella, che sono alla ricerca del modo di decifrare il segreto dell'immortalità lasciato in eredità dall'Ebreo loro padre, sebbene lei ripudierà in seguito la magia per seguire il protagonista.
Questi si unisce infatti a una carovana di zingari, il cui capo ogni sera al bivacco racconta una parte della sua avventurosa esistenza, interrompendosi al momento di andare a riposare e riprendendo la sera successiva. All'interno del racconto dello zingaro, che rappresenta una delle sezioni più importanti dell'intera trama, si aprono una serie di altre finestre narrative, tra le quali fa la sua comparsa il Diavolo, nelle vesti del capo supremo di tutta l'organizzazione segreta.
Il film tende inoltre a presentarsi come un repertorio completo di tutte le situazioni, le scienze, i personaggi e i generi narrativi, esistenti e possibili, al pari della voluminosa opera sullo scibile umano redatta da uno sfortunato erudito di cui è rappresentato il tentativo fallito di pubblicarla, nella scena in cui vede il proprio sapere vergato sulla carta mangiato dai topi, che lo indurrà a votarsi alle forze del Male e infine a suicidarsi, proprio come l'autore del romanzo medesimo. Jan Potocki infatti si uccise nelle stesse modalità raffigurate nel film, staccando una fragola d'argento che adornava una teiera e limandola giorno dopo giorno fino a farne una piccola sfera che fece benedire e poi utilizzò come pallottola per porre fine ai suoi giorni.

## Produzione
Il film è stato girato a  Ginosa, Matera, Roma e Bergamo.